# Sergio Brio
Sergio Brio (Lecce, 19 agosto 1956) è un ex calciatore e allenatore di calcio italiano, di ruolo difensore.
Legò il suo nome alla Juventus, squadra in cui militò per oltre un decennio in qualità di stopper, divenendo tra i pilastri di un blocco difensivo – ritenuto tra i migliori della storia dello sport – che lo vide affiancato, tra gli anni 70 e 80 del XX secolo, a compagni di reparto quali Gaetano Scirea, Claudio Gentile e Antonio Cabrini, davanti a portieri come Dino Zoff e Stefano Tacconi. Coi bianconeri, di cui fu anche capitano, vinse tra l'altro quattro titoli di campione d'Italia e tutte e cinque le competizioni UEFA per club, divenendo uno dei soli sei giocatori al mondo a raggiungere tale primato; in tredici stagioni disputò complessivamente con la squadra torinese 385 partite realizzando 24 reti.

## Caratteristiche tecniche
(Sergio Brio, 1987)

Brio (a destra) in maglia bianconera nel 1979, assieme al compagno di reparto Scirea, in marcatura sulla punta romanista Pruzzo.

È stato un giocatore dalle grandi doti fisiche e atletiche, che a una spiccata professionalità univa un notevole rendimento: «Trapattoni ordinava e io eseguivo. Con la massima concentrazione, un compito e quello restava per tutta la partita. Facevo il muratore in una squadra di architetti». È considerato, assieme a Francesco Morini di cui raccolse l'eredità in maglia juventina, tra i migliori interpreti del ruolo di stopper nella storia della società bianconera.
Dal carattere spigliato e vivace – «tiene fede al suo nome, persona davvero divertente», ricorderà il suo avversario e poi compagno di squadra Ian Rush –, in campo si dimostrò inversamente un difensore molto grintoso (pur annoverando una sola espulsione in tutta la carriera agonistica) nonché avvezzo al gol per via dei frequenti sganciamenti in avanti su punizioni e calci d'angolo.
Rimangono nella memoria gli «epici scontri» con l'attaccante giallorosso Roberto Pruzzo nel dualismo Juve-Roma che segnò alcuni campionati di Serie A degli anni 80 mentre, sul palcoscenico internazionale, pur non godendo del prestigio di altri suoi compagni di reparto in maglia bianconera come Scirea o Cabrini, nello stesso decennio riuscì a emergere grazie ai duelli sostenuti con successo coi maggiori campioni dell'epoca quali il tedesco Hrubesch, l'inglese Withe, l'irlandese Stapleton, il nordirlandese Whiteside e il succitato gallese Rush.

## Carriera

### Giocatore

#### Club

La Juventus al ritorno in Italia con la sua prima Coppa dei Campioni, vinta nella tragica finale dell'Heysel; da sinistra: il medico sociale La Neve, l'allenatore Trapattoni, lo stopper Brio, il diesse Morini e il portiere Tacconi.

##### Lecce e Pistoiese

Brio (in piedi, secondo da sinistra) nella Pistoiese con cui conquistò, nel 1976-1977, l'approdo tra i cadetti.

Iniziò nel vivaio del Lecce di Attilio Adamo, formazione della sua città, con cui giocò nell'annata 1974-1975; il suo esordio in campionato con la maglia giallorossa avvenne grazie all'allenatore Nicola Chiricallo il 13 ottobre 1974, sul campo del Trapani (0-0), prendendo al 68' il posto di Montenegro. La stagione precedente aveva già avuto modo di collezionare qualche apparizione coi salentini in Coppa Italia.
Notato dal presidente bianconero Giampiero Boniperti durante uno stage delle nazionali juniores, venne acquistato dalla Juventus, squadra per cui tifava da bambino. Dopo un anno di apprendistato nelle giovanili del club torinese, nel 1975 fu mandato in prestito alla Pistoiese. Qui rimase per tre stagioni, totalizzando 59 presenze e 5 gol nelle prime due annate in Serie C, dove contribuì alla vittoria del campionato 1976-1977 e al ritorno dei toscani in cadetteria dopo quasi trent'anni; seguirono poi 37 presenze nella suddetta Serie B in cui raggiunse la salvezza con la matricola arancione, emergendo tra i più validi elementi del torneo.

##### Juventus

Lo juventino Brio contende la palla al granata Graziani durante il derby di Torino del 21 ottobre 1979.

Nell'estate 1978 fece ritorno in pianta stabile alla Juventus, inizialmente come promettente rincalzo del titolare Morini, debuttando in Serie A il 18 marzo 1979 nella partita interna contro il Napoli (1-0). Nonostante poche manciate di presenze, nell'annata d'esordio con la prima squadra bianconera ebbe subito modo di essere decisivo, contribuendo al successo in Coppa Italia dove, nella finale contro i cadetti del Palermo, subentrando nella ripresa trovò la rete del pareggio juventino a sette minuti dal termine; i piemontesi vinceranno poi ai supplementari una partita che vide Brio schierato, per via delle sue doti fisiche utili a scardinare il catenaccio messo in piedi dai rosanero, nell'insolita veste di centravanti.
Nel campionato 1979-1980 conquistò il posto da titolare a spese del trentacinquenne Morini; tuttavia in aprile, durante un allenamento, fu vittima di una grave distorsione al ginocchio sinistro che lo tenne lontano dai campi per più di otto mesi. Una volta ristabilitosi, diventò un punto fermo della formazione piemontese per tutti i successivi anni 80 andando a completare, assieme ai compagni Scirea, Gentile (cui succedette poi Favero) e Cabrini, una delle migliori linee difensive mai ammirate nella storia del calcio internazionale.
Tra i maggiori protagonisti del plurivittorioso decennio trapattoniano, nelle sue tredici stagioni sotto la Mole raccolse quattro campionati italiani, tre Coppe Italia, una Coppa dei Campioni, una Coppa delle Coppe, una Coppa UEFA, una Supercoppa UEFA e una Coppa Intercontinentale. A livello internazionale divenne uno dei nove calciatori in assoluto, di cui sei italiani, a conquistare le tre maggiori competizioni europee per club nonché uno dei sei calciatori, di cui quattro juventini, vincitori di tutte le manifestazioni calcistiche confederali all'epoca vigenti.

Brio esulta dopo una sua rete nella stagione 1986-1987, assieme all'altro difensore bianconero Favero.

Sul finire del decennio, con l'addio alla squadra di Cabrini, all'età di trentatré anni ereditò i gradi di capitano dei bianconeri, vestendo la fascia nella stagione 1989-1990 – pur se, a causa della perdita del posto da titolare, questa finì sovente al braccio di Tricella e Tacconi –; fu l'ultima annata di Brio da calciatore, prima del ritiro avvenuto nell'estate seguente. Conta in totale 243 presenze e 16 gol nella massima serie italiana, tutte messe a referto tra le file di una Juventus che, nel 2011, l'ha omaggiato di una stella celebrativa nella Walk of Fame bianconera allo Stadium di Torino.

#### Nazionale
Ha vestito la maglia della nazionale olimpica nella seconda metà degli anni 80, allenato dall'ex compagno di squadra Dino Zoff. Non ha invece mai raccolto presenze in nazionale maggiore, tatticamente inviso nei suoi anni migliori al commissario tecnico Enzo Bearzot il quale, nel suo ruolo, soleva preferirgli elementi quali Collovati e Vierchowod: «Fulvio era elegante, tecnico, Vierchowod invece mi assomigliava ma aveva una velocità pazzesca, utilissima per la zona della Roma, per recuperare i palloni persi dai suoi compagni. Entrambi hanno giocato in grandi club, io soltanto nella Juventus, fedele ma non andavo di moda [...] Bearzot aveva le sue idee e furono vincenti, io invece appartenevo a un altro tipo di football».

### Allenatore
Una volta smessi i panni del calciatore, nella prima metà degli anni 90 fu il vice dell'allenatore Giovanni Trapattoni dapprima sempre alla Juventus, vincendo in questa veste la Coppa UEFA 1992-1993, e in seguito nel Cagliari. Nei primi anni 2000 ebbe poi un'esperienza da tecnico in prima nella Jupiler League, la massima serie del campionato belga, sulla panchina del Mons, subentrando nell'ottobre 2003 alla guida del club dopo un negativo inizio di stagione e portandolo alla salvezza con una giornata d'anticipo; nel torneo successivo venne sostituito dopo otto partite.

### Dopo il ritiro
Dopo aver chiuso l'esperienza da allenatore, ha iniziato la carriera televisiva come opinionista e commentatore. Ha collaborato con canali nazionali quali Stream TV, Telecom Italia, LA7, Rai International e Rai Sport, e reti locali come Gold TV e T9, oltre al canale tematico Juventus Channel e a quello radiofonico Rai Radio 1.
Ha partecipato come guest star, nel ruolo di se stesso, all'episodio Stopper della terza stagione della serie televisiva Boris.
Nel 2024 torna in seno alla Juventus come Fan Ambassador, deputato a tenere i contatti tra società, tifosi affiliati e fan club.

## Statistiche

### Presenze e reti nei club
| Stagione         | Squadra          | Campionato       | Campionato | Campionato | Coppe nazionali | Coppe nazionali | Coppe nazionali | Coppe continentali | Coppe continentali | Coppe continentali | Altre coppe | Altre coppe | Altre coppe | Totale | Totale |
| Stagione         | Squadra          | Comp             | Pres       | Reti       | Comp            | Pres            | Reti            | Comp               | Pres               | Reti               | Comp        | Pres        | Reti        | Pres   | Reti   |
| ---------------- | ---------------- | ---------------- | ---------- | ---------- | --------------- | --------------- | --------------- | ------------------ | ------------------ | ------------------ | ----------- | ----------- | ----------- | ------ | ------ |
| 1973-1974        | Lecce            | C                | 0          | 0          | CI-S            | 2               | 0               | -                  | -                  | -                  | -           | -           | -           | 2      | 0      |
| ago.-ott. 1974   | Lecce            | C                | 1          | 0          | CI-S            | 0               | 0               | -                  | -                  | -                  | -           | -           | -           | 1      | 0      |
| Totale Lecce     | Totale Lecce     | Totale Lecce     | 1          | 0          |                 | 2               | 0               |                    | -                  | -                  |             | -           | -           | 3      | 0      |
| ott. 1974-1975   | Juventus         | A                | 0          | 0          | CI              | 0               | 0               | CU                 | 0                  | 0                  | -           | -           | -           | 0      | 0      |
| 1975-1976        | Pistoiese        | C                | 24         | 2          | CI-S            | ?+              | ?+              | -                  | -                  | -                  | -           | -           | -           | 24+    | 2+     |
| 1976-1977        | Pistoiese        | C                | 35         | 3          | CI-S            | ?+              | ?+              | -                  | -                  | -                  | -           | -           | -           | 35+    | 3+     |
| 1977-1978        | Pistoiese        | B                | 37         | 0          | CI-S            | ?+              | ?+              | -                  | -                  | -                  | -           | -           | -           | 37+    | 0+     |
| Totale Pistoiese | Totale Pistoiese | Totale Pistoiese | 96         | 5          |                 | ?+              | ?+              |                    | -                  | -                  |             | -           | -           | 96+    | 5+     |
| 1978-1979        | Juventus         | A                | 8          | 0          | CI              | 5               | 2               | CC                 | 0                  | 0                  | -           | -           | -           | 13     | 2      |
| 1979-1980        | Juventus         | A                | 20         | 1          | CI              | 3               | 0               | CdC                | 7                  | 0                  | -           | -           | -           | 30     | 1      |
| 1980-1981        | Juventus         | A                | 4          | 0          | CI              | 4               | 0               | CU                 | 0                  | 0                  | TC          | 3           | 0           | 11     | 0      |
| 1981-1982        | Juventus         | A                | 29         | 1          | CI              | 3               | 0               | CC                 | 4                  | 1                  | -           | -           | -           | 36     | 2      |
| 1982-1983        | Juventus         | A                | 24         | 3          | CI              | 13              | 0               | CC                 | 8                  | 1                  | -           | -           | -           | 45     | 4      |
| 1983-1984        | Juventus         | A                | 26         | 0          | CI              | 7               | 0               | CdC                | 9                  | 0                  | -           | -           | -           | 42     | 0      |
| 1984-1985        | Juventus         | A                | 17         | 1          | CI              | 3               | 1               | CC                 | 4                  | 0                  | SU          | 1           | 0           | 25     | 2      |
| 1985-1986        | Juventus         | A                | 29         | 3          | CI              | 6               | 0               | CC                 | 6                  | 0                  | CInt+TE     | 1+4         | 0+0         | 46     | 3      |
| 1986-1987        | Juventus         | A                | 28         | 4          | CI              | 9               | 0               | CC                 | 3                  | 0                  | -           | -           | -           | 40     | 4      |
| 1987-1988        | Juventus         | A                | 29+1       | 2+0        | CI              | 10              | 3               | CU                 | 4                  | 0                  | -           | -           | -           | 44     | 5      |
| 1988-1989        | Juventus         | A                | 14         | 0          | CI              | 8               | 0               | CU                 | 6                  | 0                  | -           | -           | -           | 28     | 0      |
| 1989-1990        | Juventus         | A                | 15         | 1          | CI              | 2               | 0               | CU                 | 8                  | 0                  | -           | -           | -           | 25     | 1      |
| Totale Juventus  | Totale Juventus  | Totale Juventus  | 243+1      | 16         |                 | 73              | 6               |                    | 59                 | 2                  |             | 9           | 0           | 385    | 24     |
| Totale carriera  | Totale carriera  | Totale carriera  | 340+1      | 21         |                 | 75+             | 6+              |                    | 59                 | 2                  |             | 9           | 0           | 484+   | 29+    |

### Statistiche da allenatore
| Stagione        | Squadra         | Campionato      | Campionato | Campionato | Campionato | Campionato | Coppe nazionali | Coppe nazionali | Coppe nazionali | Coppe nazionali | Coppe nazionali | Coppe continentali | Coppe continentali | Coppe continentali | Coppe continentali | Coppe continentali | Altre coppe | Altre coppe | Altre coppe | Altre coppe | Altre coppe | Totale | Totale | Totale | Totale | % Vittorie |
| Stagione        | Squadra         | Comp            | G          | V          | N          | P          | Comp            | G               | V               | N               | P               | Comp               | G                  | V                  | N                  | P                  | Comp        | G           | V           | N           | P           | G      | V      | N      | P      | %          |
| --------------- | --------------- | --------------- | ---------- | ---------- | ---------- | ---------- | --------------- | --------------- | --------------- | --------------- | --------------- | ------------------ | ------------------ | ------------------ | ------------------ | ------------------ | ----------- | ----------- | ----------- | ----------- | ----------- | ------ | ------ | ------ | ------ | ---------- |
| ott. 2003-2004  | Mons            | D1              | 26         | 7          | 7          | 12         | CB              | ?               | ?               | ?               | ?               | -                  | -                  | -                  | -                  | -                  | -           | -           | -           | -           | -           | 26     | 7      | 7      | 12     | 26,92      |
| lug.-ott. 2004  | Mons            | D1              | 8          | 1          | 2          | 5          | CB              | 0               | 0               | 0               | 0               | -                  | -                  | -                  | -                  | -                  | -           | -           | -           | -           | -           | 8      | 1      | 2      | 5      | 12,50      |
| Totale carriera | Totale carriera | Totale carriera | 34         | 8          | 9          | 17         |                 | 0+              | 0+              | 0+              | 0+              |                    | -                  | -                  | -                  | -                  |             | -           | -           | -           | -           | 34     | 8      | 9      | 17     | 23,53      |

## Palmarès

### Giocatore

#### Club

##### Competizioni nazionali
- Campionato italiano Serie C: 1

Pistoiese: 1976-1977 (girone B)
- Coppa Italia: 3

Juventus: 1978-1979, 1982-1983, 1989-1990
- Campionato italiano: 4

Juventus: 1980-1981, 1981-1982, 1983-1984, 1985-1986

##### Competizioni internazionali
- Coppa delle Coppe: 1

Juventus: 1983-1984
- Supercoppa UEFA: 1

Juventus: 1984
- Coppa dei Campioni: 1

Juventus: 1984-1985
- Coppa Intercontinentale: 1

Juventus: 1985
- Coppa UEFA: 1

Juventus: 1989-1990

### Libri
- Renato Tavella, 101 gol che hanno fatto grande la Juventus, Roma, Newton Compton, 2010, ISBN 978-88-541-2127-0.
- AA.VV., Calciatori ‒ La raccolta completa Panini 1961-2012, Vol. 4 (1987-1988), edizione speciale per "La Gazzetta dello Sport", Modena, Franco Cosimo Panini Editore, 2012.
- Claudio Moretti, 1001 storie e curiosità sulla grande Juventus che dovresti conoscere, Roma, Newton Compton, 2013, ISBN 978-88-541-6172-6.
- Claudio Moretti, I campioni che hanno fatto grande la Juventus, Roma, Newton Compton, 2014.
- (EN) Ian Rush, Rush: The Autobiography, The Sunday Times Bestseller, Random House, 2009  [2008].

### Pubblicazioni varie
- (EN) Football's Greatest Teams: episodio 10, Juventus, Pitch International, SKY Sports 5 HD, 18 ottobre 2014,  a 25 min 59 s.